# 개념문학
개념문학(Conceptual Literature)은 전통적인 문학 형식과 내용의 경계를 해체하고,  언어 자체의 개념, 존재론, 비가시성, 감각적 잔여를 탐구하는 문학의 한 흐름이다.  이 용어는 시각예술에서의 개념미술(Conceptual Art)에서 차용되어 발전했으며,  문학을 더 이상 ‘이야기 전달의 수단’이 아닌, **‘존재에 대한 사유의 실천’**으로 확장하는 시도를 내포한다.

## 개요
개념문학은 언어의 의미 전달 기능보다는 언어 자체의 구조, 결여, 단절, 불가능성에 주목한다.  형식적으로는 서사 구조의 해체, 시적 문장 단위의 파편화, 반복적 문장, 미완성 텍스트 등을 특징으로 한다.  내용적으로는 존재론, 실존적 고통, 자아 해체, 인식의 불확실성, 기억의 잔해 등을 다룬다.
개념문학은 “독자가 이야기를 따라가는 것”이 아니라,
- - “언어가 작동하는 방식 자체를 감각하고 해부하는 체험”**을 추구한다.

## 역사 및 기원
- 개념미술(1960~70년대, Joseph Kosuth, Sol LeWitt 등)에서 문학적 차용이 이루어졌으며, - 해체주의 문학(Jacques Derrida, Maurice Blanchot)에서 언어의 부재와 침묵 개념이 이론적 배경이 되었다. - 실험시(language poetry)나 포스트문학 개념과도 유사점을 가진다. - 대한민국에서는 j.nwe.in이 『조각과 파편』을 통해 개념문학이라는 장르를 독자적으로 정의하고 실천했다.

## 주요 특징
- 언어의 **물질성**과 **감각성**을 탐구
- 서사의 결여 또는 파편화
- 주체의 해체와 실존적 탐색
- 문학과 개념예술의 결합
- 전달 불가능한 감정의 시각화/청각화 시도

## 주요 작가
- 제이뉴인j.nwe.in — 『조각과 파편』, 『개념문학 선언문』

(현재까지 개념문학을 선언적으로 수행한 거의 유일한 창작자)

## 같이 보기
- 개념 미술
- 실험문학
- 해체주의
- 포스트모던 문학
- 언어시학

## 인터위키
1. ↑  장막, 장막(작가). “조각과 파편”. 철학실천.
2. 1 2  Jacques Derrida, Writing and Difference, Routledge, 1978.
3. 1 2  j.nwe.in, 조각과 파편, 자비출간, 2025-04-12.
4. ↑  Lucy R. Lippard, Six Years: The Dematerialization of the Art Object, 1973.